# Rohan család

A Rohan-Guéméné család címere

A Rohan (ejtsd: roán), régi breton fejedelmi család, amely Bretagne ősi királyaitól és hercegeitől származik és amely a nevét Rohan városkától (Morbihan département) nyerte. Egyike a legnevezetesebb és legbüszkébb francia családoknak. 
Rokonságban áll Európa legtöbb uralkodó családjaival és a 20. század elején még az ún. Rohan-Guémené-Rochefort ágban virágzott, amely Ausztriában (Csehországban, Smichowban) régi fejedelmi rangjának elismerése mellett 1808-ban honosságot nyert, anyagi tekintetben azonban és tekintélyből az utóbbi évtizedekben sokat veszített. A Rohan-nemzetségnek egy ága, a Rohan-Soubise-ág (l. Soubise) 1787-ben, a Rohan-Gié-ág pedig 1638-ban halt ki.

## Jelszava
Ismeretes a jelszava: Roy ne puys, duc ne daygne, Rohan suys (magyarul: király nem lehetek, herceg nem akarok lenni; Rohan vagyok).

## Története
A család őse I. Alain, aki Eudonnak, Porrhoët algrófjának negyedszülött fia, aki 1128-ban a Vicomte de Rohan nevet vette fel. VI. Rohan Lajos 1570-ben, IX. Károly király alatt Guémené hercege lett, fiát pedig III. Henrik király 1588-ban Montbazon hercegévé nevezte ki. Ő is, valamint fia, Herkules (Hercule) († 1654) a Katolikus Liga ellen harcolt.
A híresen szép és befolyásos Marie de Rohan-Montbazon, később Chevreuse hercegné († 1679. augusztus 12-én) e Herkules herceg leánya volt. Lajos, Rohan-Guémené hercege (Louis de Rohan-Guémené, * 1635. – † 1674) kicsapongó életet élt, emiatt elveszítette XIV. Lajos király kegyét. Lajos herceg emiatt bosszút forralt a király ellen, és Quilleboeuf várát pénzért próbálta átjátszani a hollandok kezére. Tervét felfedezték, Lajos vérpadra került.
Lajos René Eduárd, Rohan-Guémené hercege (* 1735. szeptember 25-én, † Ettenheimben, 1803. február 17-én) volt a negyedik Rohan, aki Strassburg hercegérseke lett (1771-ben). 1772-ben Franciaország bécsi követévé nevezték ki, ahol azonban pompaszeretetével és erkölcstelen életmódjával eljátszotta Mária Terézia császárnénak és leányának, Mária Antóniának, a francia trónörökös feleségének, a későbbi királynénak jóindulatát. Amikor a császári udvart kompromittáló egyik levele (szándéka ellenére) nyomtatásban megjelent, a francia udvar is levette róla kezét. XVI. Lajos király trónra lépése után Mária Terézia császárné követelésére Louis René herceget visszahívták Bécsből. 1777-ben a király főalamizsnásává nevezte ki. 1778-ban bíborosi rangot kapott. Fényes és könnyelmű udvartartást vitt strassburgi és zaberni kastélyaiban.
Hogy az udvar kegyét visszanyerje, Louis René herceg a csaló Jeanne de Valois-Saint-Rémy szélhámosnő eszközévé vált a hírhedt nyakék-perben. Ennek következtében a király őt magát is a Bastille-ba záratta (1785. augusztus 15-én), a párizsi parlament bírósága azonban fölmentette a vádak alól (1786. május 31-én). Ekkor a király, Marie Antoinette királyné követelésére lemondatta Louis René herceget állami tisztségeiről, száműzte őt az auvergne-i La Chaise-Dieu apátságba, és csak 1788-ban térhetett vissza strassburgi egyházkerületébe. 1789-ben a haguenau-i papság nemzetgyűlési képviselővé választotta, itt a nemesi előjogok eltörlése ellen harcolt. 1790-től ettenheimi birtokaira vonult vissza, itt élte át a forradalmi háborúkat.
Louis Victor Meriadec de Rohan, R.-Guémené, Montbazon és Bouillon hercege, osztrák táborszernagy, szül. 1766 jul. 20. s gyermektelenül halt meg 1849 dec. 10. Vagyonát két unokaöccse, a R.-Rochefort mellékág sarjadékai örökölték, kiket öccse Gyula Armand Lajos (megh. 1836.) örökbe fogadott volt. Az egyesült két ágnak jelenlegi képviselője Kamill Fülöp József Idesbald, R.-Guémené, Rochefort és Montauban fejedelme, Bouillon és Montbazon hercege, szül. 1800, dec. 19. Ez ágból született R. Alain herceg is, a Smichowban székelő ág jelenlegi feje, született Pesten 1843., R. Arthur herceg fia. Nejétől Auersperg Janka hercegnőtől született legidősebb fia Alain (szül. 1893. júl. 26.). – Öccse József herceg, szül Pesten 1854., teljesen elszegényedett; feleségét, Linke Annát, egy bécsi számtanácsos leányát, ki a bécsi balettiskola növendéke volt, két gyermekével együtt nyomorban hagyta hátra Bécsben. Továbbá Raoul herceg, szül. Lissában 1860-ban, ki Mary Ágnest bírja nőül.
A R.-Gié-ágat, mely a Guémené-ág mellékága, R. de Gié Péter alapította. Szül. 1453-ban, meghalt 1513-ban. Mint Franciaország marsallja és I. Ferenc nevelője, jelentékeny szerepet vitt Ferenc és XII. Lajos király alatt. – Unokája I. René Metz falain vérzett el (1552, okt. 20.). Neje, Albret Izabella, IV. Henrik király nagynagynénje volt; ez úton a R.-család közelebb jutott Navarra trónjához és ez összeköttetés hatása alatt tért át Kálvin-hitre. – II. René, az előbbinek fia, szül. 1550. és megh. 1586., nőül bírta Parthenay Katalint, a Soubise-ház örököse leányát, aki nemcsak mint költőnő, hanem mint a La Rochelle hős védője is kitűnt; meghalt Parcban 1631. – Fia Henrik, R.-Gié hercege, Léon fejedelme, szül. Blain várában (Bretagne) 1579. aug. 21., megh. Königsfeldben 1638. ápr. 13. Benjamin öccsével, az ún. Soubise herceggel (l. o.) XIII. Lajos alatt a hugenottákat vezényelte. 16 éves korában került IV. Henrik udvarához s mindaddig, míg a királynak örökösei nem születtek, őt tekintették Navarra trónörökösének. 1603. R. hercegévé, Franciaország pairjévé és a svájci testőrség főparancsnokává lőn; 1605. pedig Sully leányát vette nőül. IV. Henrik meggyilkolása után újra a hugenották élére állott: megerősítette Guiennet, megvédte Montaubant és XIII. Lajost a nantes-i ediktum megerősítésére szorította (1622). 1625. újra fegyverhez nyúlt s Richelieut az 1626, febr. 5-iki szerződés megkötésére kényszerítette. Győzedelmet aratott még Revel és Pamiers mellett s La Rochelle eleste után is (1628) egyedül folytatta még a fegyveres ellenállást és elvégül kivívta az 1629, jun. 27. kötött békét, mely a protestánsokat politikai előjogaiktól ugyan megfosztotta, de másrészt teljes vallásszabadságot biztosított számukra. Később alkudozásukat folytatott a portával, melytől Ciprus szigetnek átengedését kérte, ahová az üldözött protestánsokat akarta letelepíteni. 1633. a királyi hadak élén győzedelmesen harcolt Veltlinben a spanyolok és osztrákok ellen. 1636-ban a Comói-tó partján győzte le a spanyolokat s utána több ízben a császáriakat. 1637-ben visszahívták, minthogy az udvar megkérdezése nélkül békét kötött az ellenséggel. Ekkor aztán Genfbe vonult s onnan 1638-ban Szász-Weimar herceg táborába, 1638 febr. 28. A Rheinfelden mellett vívott csatában halálos sebet kapott. Művei: Mémoires sur les choses advenues en France depuis la mosrt de Henri IV jusqu'a la paix au mois du juin 1629 (Páris 1630; 8. kiad. Amsterdam 1756, 2 köt.); Mémoires et lettres sur la guerre de la Valteline (Genf és Páris 1758, 3 köt.) stb. V. ö. Fauvelet du Toc, Histoire duduc Henri de R. (Páris 1667); Schybergson, Le duc de R. et la chute du parti protestant en France uo. 1880); Lagarde, Le duc de R. et les protestants sous Louis XIII (uo. 1884); Bühring, Venedig, Gustav Adolf u. R. (Halle 1885); Laugel, Henry de R., son rôle politique et militaire sous Luois XIII (Páris 1889). – Leányát s a család óriási birtokainak örökösét R. Margitot Chabot Henrik, Saint-Aulaye marquisja vette nőül 1645., aki ekkor a R.-Chabot nevet vette föl.
A Franciaországban virágzó R.-Chabot-ágból született R.-Chabot Károly, R. hercege, Alain fejedelme, aki 1819 dec. 12. született, meghalt 1893. aug. 6. Ennek fia Alain, R. Hercege, Alain és Léon fejedelme, aki 1844 dec. 1. szül, a francia kamarának monarchikus érzelmű képviselője. – Legidősebb fia Károly, szül. 1879. Megemlítendő még R.-Chabot Lajos Károly Vilmos, az előbbinek unokatestvére, Franciaország pairje, aki 1780 okt. 5. született és 1869 szept. meghalt. Ennek fia, R.-Chabot Fülöp, Jarnac grófja, szül. 1815 jun. 2., megh. Londonban 1875 márc. 22. V. ö. De la Chenaye-Desbois, Genealogie des Hauses R. (Prága 1872).